# 都氏文集
都氏文集（としぶんしゅう）は、平安期の文人であり文章博士の都良香の家集である。これには、詔勅や彼が文章博士だった当時の対策の策問などの名文がおさめられている。
なお、この第五巻には菅原道真が方略試を受験したときの問題と、その答案の評価文が収められている。それによると*「文章全体をみると瑕瑾があり、作文上守るべき規則に外れているが、文章は彩を成し、文体にはみるべき点があり、評価できなくはない。筋道はほぼ整っており、よってこの答案を中の上（合格最低ライン）とする」とある。
- 原文「ただし詞章を織りなして、その体（すがた）は観つべし」（菅家文草・菅家後集：岩波書店「日本古典文学大系　川口久雄　解説より引用）